# Lord Zsinj
Lord Zsinj je fiktivní postava z univerza Star Wars. Objevil se jako jedna z hlavních záporných postav v celé trilogii o eskadře X-wingů Wraith a jako vedlejší v knize Námluvy princezny Leii. Je jednou z nejdůležitějších postav éry po bitvě u Endoru – ze soupeřících imperiálních velitelů zabral jeden z největších kusů galaxie, který kontroloval ze svého superhvězdného destruktoru Železná pěst. Byl osobním nepřítelem Hana Sola, který ho jako generál pronásledoval po celém Zsinjem ovládaném prostoru. Jejich flotily sváděly tuhé boje, až nakonec Han Zsinje porazil – Zsinj uprchl a začal konsolidovat svoji flotilu nad planetou Dathomir, kde ho Han neúmyslně odhalil a nakonec i Zsinje zabil, pomocí své lodě Millennium Falcon.

## Biografie

### Cesta k hodnosti admirála
Zsinj se narodil na planetě Fondor, v blíže neurčeném datu před bitvou o Yavin. Porodila ho Maarisa Zsinj a přesně dle fondorských tradic mu nedala křestní jméno, tudíž Zsinjovo jméno sestávalo pouze z jeho příjmení. Jeho otec byl jedním z techniků ve fondorských loděnicích, ale jeho matka byla admirálkou republikových obranných sil Vnějšího okraje, což Zsinjovi už od dětství imponovalo. Toužil potom, aby se stal velkým válečníkem a domníval se, že k tomu byl zrozen. Proto nastoupil později na imperiální akademii na planetě Prefsbelt IV, na kterou ještě neměl ani požadovaný věk. Na akademie byl neoblíbený pro svoji sobeckost, ale nikdo mu nemohl upřít taktický talent. Nakonec akademii dokončil mezi prvními třemi ze svojí třídy a stal se podřízeným svojí matky v imperiální flotile na bitevní lodi třídy Venator, zvané Retaliation (česky Odveta).
Zatímco Zsinj stoupal po kariérním žebříčku nahoru, hvězda jeho matky naopak pohasínala. Nakonec, když začala nabíhat výroba hvězdných destruktorů třídy Victory a Imperial, rozhodlo velení, že bitevní loď Zsinjovy matky stáhne ze služby. Zsinj se matce nabídl, že převezme velení lodi a pokusí se ji zachránit, ona však odmítla. Nepředala loď k vyřazení a začala pirátské nájezdy po imperiálních sektorech, přičemž prohlašovala, že Impérium je zkorumpované. Z bývalé hvězdy Vnějšího okraje se stala hrozba a Impérium proti ní vyslalo paradoxně právě Zsinje. Ten dostal hvězdný destruktor třídy Victory I, nazvaný Iron Fist (česky Železná pěst) a vydal se stíhat svoji matku. Při svém tažení postupoval nesmírně efektivně a nakonec se mu podařilo matku dopadnout a zabít.

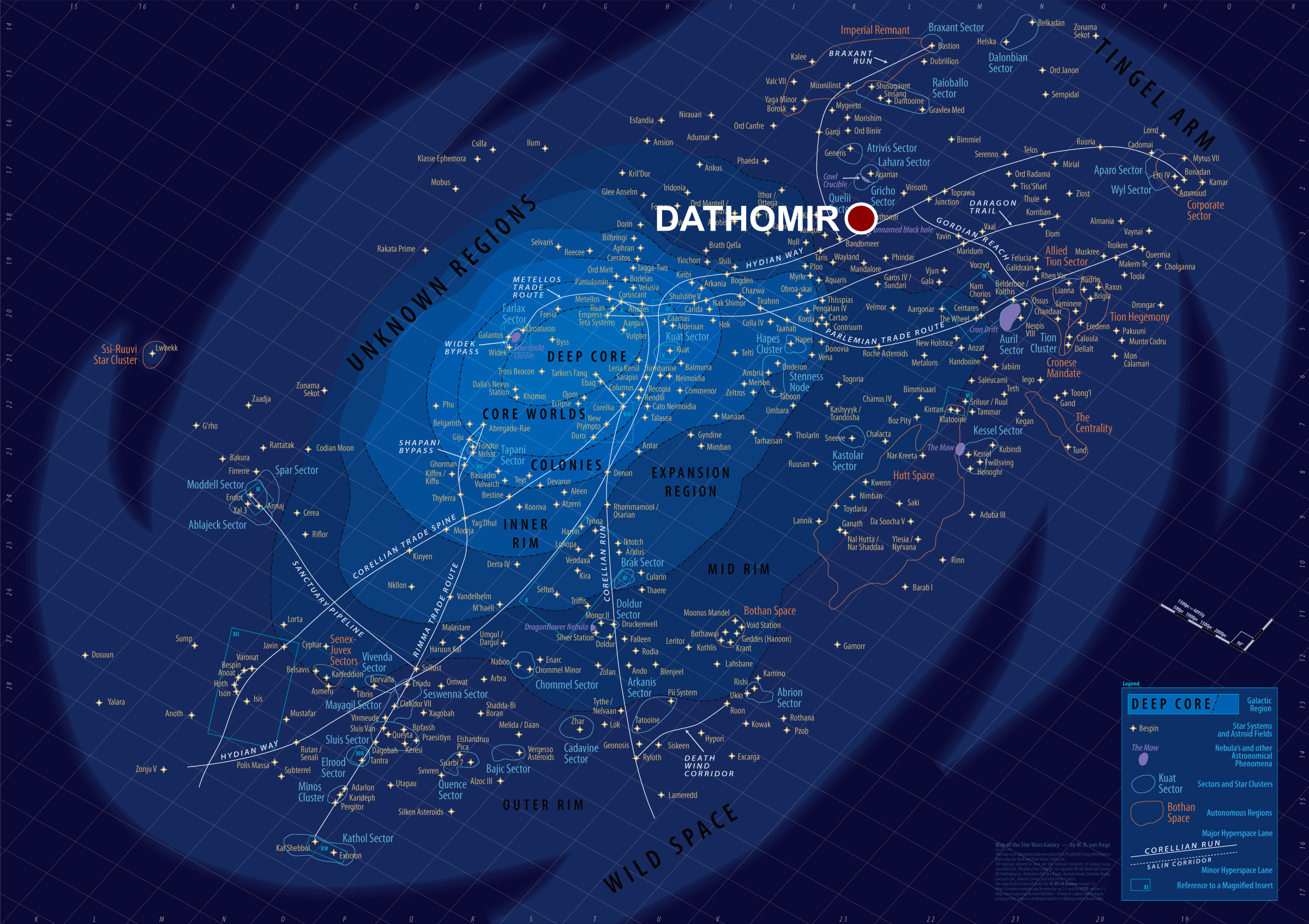
Dathomir byl pro Zsinje klíčovou planetou sektoru Quelli

Byl odměněn titulem „válečný lord Impéria“ a začal vyvíjet speciální taktiky – proslavil se hlavně ústupovými – přičemž mezi jeho nejlepší vypracované patřila lest v asteroidech, která počítala s tím, že hvězdný destruktor je pronásledován hejnem stíhaček v pásu asteroidů, načež využije svých turbolaserových baterií, rozstřílí menší kusy těles a ty svými úlomky zničí stíhačky a destruktor skočí do hyperprostoru. Při vývoji speciálních taktik potkal Zsinj generála Melvara, svého budoucího nejvěrnějšího pobočníka. Nakonec, těsně před bitvou o Yavin, byl Zsinj převelen do sektoru Quelli, k planetě Dathomir. Tou dobou už se pěkně „zakulatil“ a získal svůj typický vzhled s velkým břichem, pečlivě upraveným knírkem a naducanými tvářemi. Přímo nad Dathomirem se stal moffem sektoru Quelli s jasným úkolem – zničit všechny prostředky schopně letět do vesmíru na planetě Dathomir. Dathomirské čarodějky totiž byly Palpatinovi trnem v oku a on potřeboval, aby zůstaly uvězněné na planetě, bez možnosti svou Sílou narušovat běh galaxie. Zsinj splnil úkol na sto procent. Všechny letuschopné prostředky zničil a celý sektor se svým destruktorem neprodyšně uzavřel. Palpatine byl z jeho výkonu naprosto nadšen a následovala vlna povýšení. Ze Zsinje se stal admirál a dostal superhvězdný destruktor třídy Executor, stejný jako vlastnil Darth Vader, ovšem jeho nesl jméno Brawl (česky hádka, popř. výtržnost). Zsinj se dostal na vrchol velení Impéria, později se stal velkomoffem a dostal dozor nad velikým prostorem o počtu několik sektorů, s centrem u Dathomiru. Pod jeho velení se dostala obrovská flotila téměř sta hvězdných destruktorů třídy Victory a několika desítek starších lodí – byla to největší flotila, která byla samostatně jakémukoliv admirálu svěřena. Zsinj se začal starat i o logistiku své oblasti – budoval zázemí, založil vlastní oddíly stormtrooperů, zvané Raptoři a nad Dathomirem nechal rozšířit loděnice. Tyto přípravy se ukázaly jako velice rozumné, ve světle událostí následujících po bitvě u Endoru.

### Od Endoru k Bactové válce
Impérium se po Endoru rozpadlo do několika frakcí – vládu přímo nad Coruscantem převzala ředitelka tajné služby Ysanne Isard a ovládla tak jádro galaxie. Zsinj si udržel dostatečný odstup od Isard, přezdívané „Ledové srdce“. Místo toho se soustředil na konsolidaci svého vlastního Impéria. Měl sice poslouchat rozkazy vládnoucích moffů (velitelů jednotlivých imperiálních sektorů), tzv. rady moffů, avšak jednal na vlastní pěst a moffové se ho rozhodli ho ignorovat, než aby si koledovali o problémy. Zsinj si přejmenoval superdestruktor z Brawl na pověstnou Iron Fist, neboli obávanou Železnou pěst. Jeho „Impérium“ čelilo z jihu útokům „Impéria“ admirála Terradoca, který se po Endoru řídil Zsinjovým příkladem. Zsinj jeho útoky vcelku snadně odrážel a soustředil se na tvorbu vlastní armády – od té doby ho obtěžovali jen Mon–Calamariané (roku 4 ABY) a občas útočící síly Impéria Pentastar, které vedl velkomoff Ardus Kaine. Zsinjovi se povedlo sektor uhájit a mohl začít s expanzí.
Nechal vytvořit speciální dílny a továrny, vyrábějící zbraně pro jeho elitní stormtroopery – Raptory. Ti kombinovali „levnou sílu“ stormtrooperů s efektivností císařské gardy. Zsinj pro ně nechal vyrobit speciální transportéry a nové stíhačky TIE vlastního designu – s kulovitým kokpitem uprostřed a čtyřmi malými křidélky po stranách. Zsinjovy síly následně přebudovaly loděnice nad Dathomirem, napadly planetu Saffalore, kde sídlila společnost Binring, specializující se na genetické úpravy. Na příkaz Zsinje se v Binringu začali upravovat „nelidé“ – druhy Ewoků, Gammoreanů či Talzů. Tento nelidský experiment měl za úkol naučit primitivní tvory mluvit a rozvíjet jejich schopnosti jedním směrem – například intenzivním studiem matematiky. Všechny pokroky byly zaznamenávány a připraveny k použití na nejutajenější Zsinjovu operaci v dějinách.
Mezitím byl Zsinj donucen zastavit plán Nové republiky, která chtěla zničit jeho síly, stejně jako jednotky admirála Terradoca jednou ranou. Díky Zsinjovu zásahu se však podařilo porazit Novou republiku na Hydiánské hyperprostorové cestě a později na téměř stejném místě znovu. Po těchto dvou vítězstvích se Zsinj stal úhlavním nepřítelem Republiky, hned po Ysanne Isard. Zsinj usoudil, že nadešel čas k úderu. Po lehkém „oťukávání sil“ napadl konvoj s léčivou bactou Nové republiky v soustavě Alderaan, přičemž se domníval, že zničil konvoj i s pověstnou eskadrou Rogue, načež vyslal po celém vesmíru holografickou projekci, kde se vychloubal jako naprostý vojenský génius. Naneštěstí pro něj, eskadra Rogue se živá a zdravá vrátila na Coruscant, protože u Alderaanu přiletěla později a Zsinj zničil falešnou eskadru, ovšem s pravým konvojem (falešnou eskadru Rogue ve skutečnosti vypravil agent Kirtan Loor, ve službách Isanne Ysard). Zsinj tak byl obelstěn a navíc přišel o jeden destruktor třídy Victory, který zničila skutečná eskadra Rogue.

### Hon na Zsinje
Hon na Zsinje začal kolem roku 7 ABY a trval téměř jeden rok. Zsinje v něm pronásledovala republiková eskadra lodí vedená generálem Hanem Solem, obsahující elitní eskadry Rogue a Wraith. Generál Solo si jako hlavní loď zvolil mon–calamarský křižník Mon Remonda. Celé stíhání se dá rozdělit do tří úseků – 1. Souboj s admirálem Trigitem (kniha X-Wing:Eskadra Wraith), 2. Wraithové vs. Zsinj (kniha X-Wing:Železná pěst), 3. Závěr honu pod velením generála Sola (kniha X-Wing:Solovy rozkazy).

#### Eskadra Wraith zasahuje
Roku 6 ABY došlo nad planetou Thyferra k rozhodujícímu střetu mezi silami Ysanne Isard a novorepublikovou eskadrou Rogue (podpořenou pašerákem Boosterem Terrikem), v němž Ysanne Isard (domněle) zahynula a její hvězdný superdestruktor Lusankya padl do rukou Nové republiky. Jediný admirál, který zbyl po flotila Isard, byl Apwar Trigit, dobrý stratég a nemilosrdný velitel. Ten vzal svůj destruktor třídy Imperial, pojmenováný Implacable a skočil do hyperprostoru k Zsinjovým silám. Diktátor jej přivítal s otevřenou náručí a pověřil ho úkolem – zničit novou republikou eskadru Wraith – jednotku složenou ze „ztroskotanců“, kterou sestavil Wedge Antilles. V té době se k Zsinjovi přidal starý známy generál Melvar, muž libující si v mučení a krutostech páchaných na nevinných obětech. Stal se Zsinjovou pravou rukou v boji proti Republice.
Psal se rok 7 ABY a eskadra Wraith se usídlila na planetě Folor, základnu spadající pod vedení generála Crespina. Těsně před tím admirál Trigit díky svoji počítačové expertce Gaře Pethotel připravil past, do níž lapil eskadru Talon v systému Gravan. Celá jednotka X-Wingů byla zničena, přežil jen velitel Myn Donos, který se přidal k eskadře Wraith. Trigit na Zsinjův pokyn začal provádět operaci Morrt – v každé soustavě blízko Zsinjova teritoria byla umístěna družice napojená na minu – když vyletěli nepřátelé z hyperprostoru a mina vybuchla, tak poškodila nepřátelské cíle a Trigit se mohl vypravit zničit zbytky. Díky této operaci Trigit lokalizoval základnu na Foloru a vydal se ji zničit na Zsinjův pokyn. Byl však obelstěn a většina nepřátel z bitvy unikla. Eskadra Wraith byla přesto zachycena v nedaleké soustavě Xonobe malou correlianskou fregatou Night Caller patřící k Zsinjovým jednotkám. Wraithové však loď přepadli a v přestrojení za posádku začali oblétávat Zsinjovy základny a systematicky je ničit. Znepokojený diktátor nařídil Trigitovi situaci vyřešit. Ten s pomocí Petothel dospěl k závěru, že Night Caller pronásleduje eskadra Rogue, což byla jen další promyšlená lest Wedge Antillese.
Admirál Trigit začal pomýšlet na to, že by unikl i se svými skromnými silami a založil si vlastní malé Impérium. Než to však mohl provést, byl přepaden Novou republikovu v bitvě u Essionu. Eskadra Wraith se odmaskovala a napadla Implacable, načež přiletěla eskadra Rogue a obě jednotky se střetly se 181.imperiální stíhací skupinou, vedenou bývalým členem eskadry Rogue, baronem Soontirem Felem. Bitva skončila zánikem hvězdného destruktoru a smrtí Trigita, kterého zradila Petothel, protože nemohla překousnout, že Trigit opustil loď, aniž by uvědomil posádku. Tím skončila první část honu na Zsinje – část jeho sil byla zničena, jeho finanční zázemí se pod údery Wraithů pomalu rozpadalo. Zsinj musel vytasit něco geniálního, aby své protivníky překonal.

#### Soustava Halmad a nájezd na Kuat
Po smrti Trigita se Zsinj zapojil do akce osobně. S generálem Melvarem létali se Železnou pěstí nad neutrální systémy a za slib poskytnutí ochrany získávali jejich loajálnost. Celé sektory tak padaly do Zsinjových rukou. Nová Republika vyslala proti Zsinjovi operační svaz pod velením generála Hana Sola, hrdiny Rebelie. Ten se svým vlajkovým křižníkem Mon Remonda zahájil stíhání, ale Zsinj mu stále unikal. V té době také Zsinj nechal provést atentát na eskadru Wraith odpočívající na Coruscantu, ovšem neúspěšný. Gara Petothel si změnila jméno na Lara Notsil a nakonec se jí tajně podařilo projít stíhacím výcvikem až do eskadry Wraith. Původně plánovala, že tam bude jako špionka a následně zběhne k Zsinjovi, nakonec ale změnila názor a u eskadry zůstala, což ovšem Zsinj netušil.

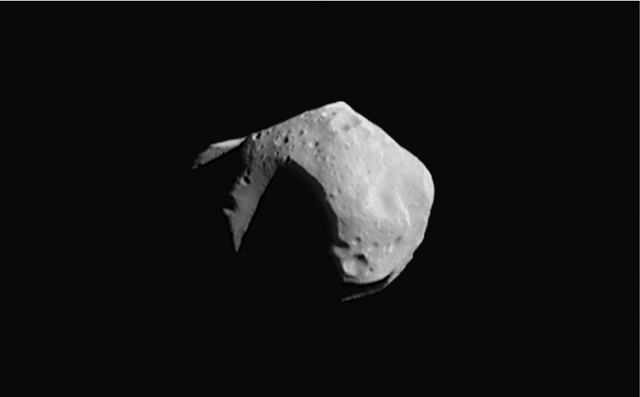
Jestřapýři, falešná identita Wraithů, měli úkryt v asteroidu poblíž planety Halmad

Samozvaný diktátor začal shromažďovat záložní flotilu pro svůj velkolepý plán – nájezd na Kuat. Jeho plánem bylo ukrást druhý superhvězdný destruktor Razor Kiss, téměř dokončený v loděnicích nad Kuatem. Pro tuto operaci verboval piráty, od kterých očekával ochranu Železné pěsti a na oplátku je hodlal dobře vyplatit. V souvislosti s touto akcí se potkal se se skupinou Jestřapýrů, operujících v sektoru Halmad. To byli ve skutečnosti přestrojení Wraithové, kteří měli v plánu Zsinjovu flotilu infiltrovat. Při setkání byl popraven člen eskadry, který se nechal neprozřetelně lapit, když se snažil nahrát svůj špehovací program do systému Železné pěsti – ostatní Wraithové byli donuceni zachovat mlčení, kvůli svému krytí. Po tomto malém testu je Zsinj přibral do své „pirátské“ flotily a sdělil jim svůj plán, ale záměrně zamaskoval Kuat jako Coruscant, aby nikdo až do poslední chvíle netušil, kam útok povede.
Rozhodujícího dne se setkali Wraithové s generálem Melvarem, který umístil jednu členku eskadry do infiltrační skupiny, která se měla prodrat na palubu Razor Kiss. Zbytek členů eskadry se přidal ke stíhacím jednotkám. Zsinj osobně nařídil skok do hyperprostoru a celá flotila se pohnula směrem ke Kuatu. Po příletu běželo vše jak na drátku – infiltrační skupina dokázala polapit superdestruktor, převzala nad ním kontrolu a planetární síly Kuatu byly rozmetány pirátskou clonou Zsinje. Generál Melvar ještě před skokem do hyperprostoru vyplatil odměny pirátům a Zsinjův geniální strategický tah byl dokončen, aspoň to tak vypadalo. Ve skutečnosti na obou superdestruktorech visely ve skrytu štítů dvě stíhačky. Na Razor Kiss Dia Passik s TIE Interceptorem a na Železné pěsti Voort SaBinbring, výsledek experimentu v Zsinjových zařízeních na Saffaloru, s poškozeným TIE Interceptorem. Obě lodě vstoupily do hyperprostoru a vynořily se v nedalekém systému, kvůli tomu, že ukradený superdestruktor nebyl ještě zcela dokončen a musely na něm být provedeny drobné opravy. Zároveň, aniž by to někdo tušil, však právě ukradená loď vysílala signál, nahraný do ní špionkou z eskadry Rogue, Diou Passik. Ten zachytil podle plánu generál Solo a přiřítil se se svojí flotilou do soustavy, přičemž Zsinje naprosto zaskočil. V tu chvíli Dia odpálila štíty Razor Kissu a loď se ocitla bezbranná, s minimální osádkou a bez štítů. Lodě Nové republiky na ni vychrlily drtivou palbu a loď se začala rozpadat. Šokovaný Zsinj se ji snažil krýt Železnou pěstí, ale v tu chvíli se povedlo Voortovi SaBinringovi opravit stíhačku a odpálil štíty i druhému superdestruktoru. Síly Nové republiky začaly Zsinje tlačit na ústup a jeho úžasný plán se naráz zhroutil jak domeček z karet. Ponechal ukradený superdestruktor svému osudu a unikl se Železnou pěstí do hyperprostoru. Zsinj tak utrpěl od Hana Sola první tvrdou porážku, a měly přijít další.

#### Levian II, Sellagis VI – Zsinjův pád
Po porážce a ztrátě Razor Kissu se ocitl Zsinj na dně. Dokonce i generál Melvar začal ztrácet víru v konečné vítězství. Nakonec však společně využili všechny zdroje, které měly dostupné a zahájili několik projektů. První souvisel s předchozími genetickými experimenty na Saffaloru. Tamější tým pod vedením doktorky Gast vynalezl způsob, jak během jednoho dne vymazat „nelidem“ paměť a implementovat jim myšlenku na zavraždění či sabotování jakéhokoliv cíle. Zsinj nechal operaci uvést do chodu – během několika týdnů začali „nelidé“ – zpočátku pouze Twileci a Gotalové – útočit na vedoucí představitele Nové republiky. Napadena byla prezidentka Mon Mothma, admirál Ackbar, načež začali Bothani sabotovat počítačové sítě a Sullustani ničit lodě nárazy do planet. Ve stejné době probíhal projekt Druhá smrt, shromáždění zbytků Razor Kissu a jejich přetvoření v třetinový superdestruktor, vybavený maskovacím zařízením – skutečný účel tohoto projektu znali pouze Zsinj a Melvar.

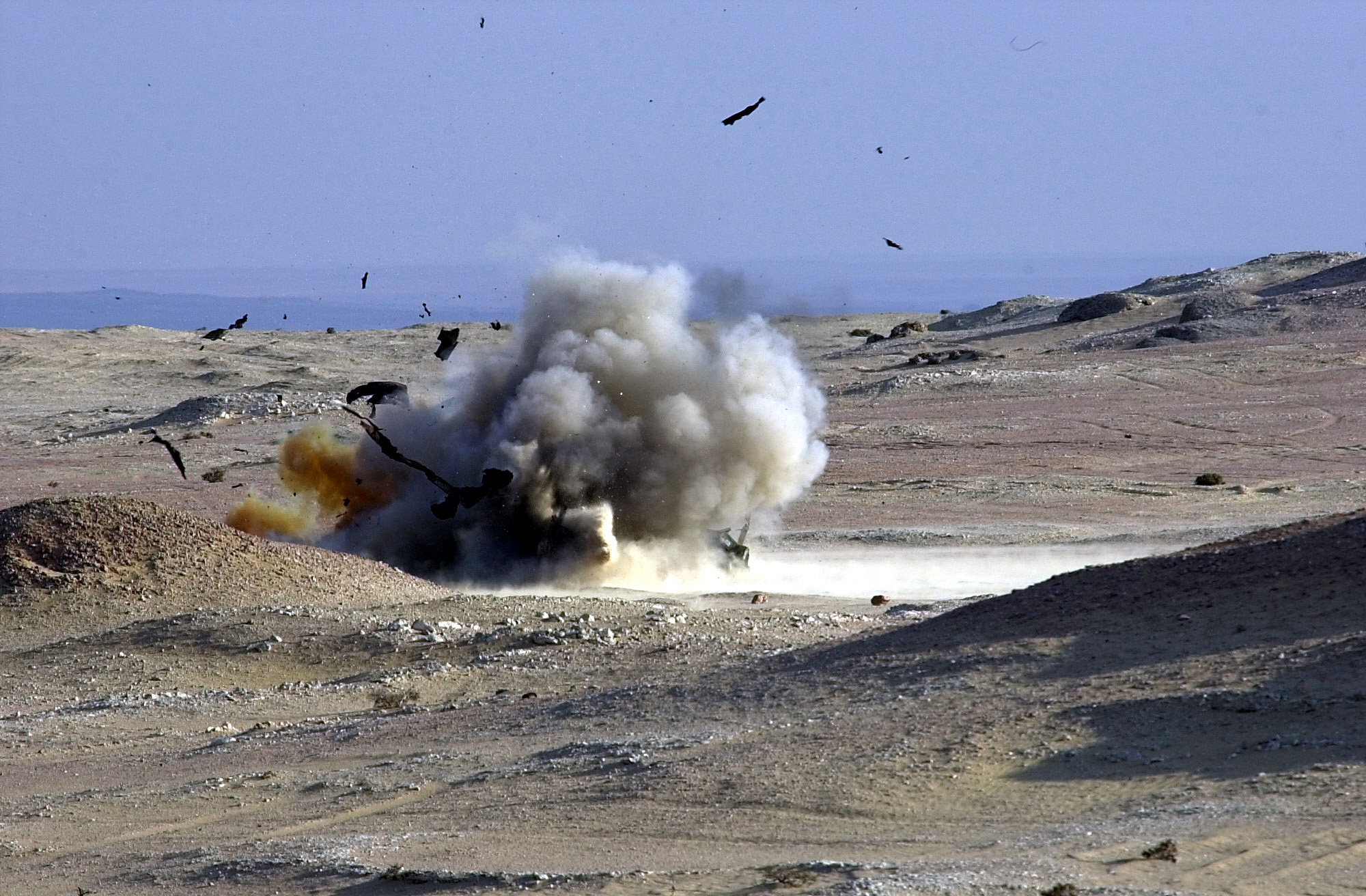
Výbuch saffalorské laboratoře Zsinje velice rozlítil

K další bitvě mezi Zsinjem a generálem Solem došlo nad planetou Levian II. Zsinjovy síly byly připraveny Sola vlákat do léčky, tudíž byly už předem v přesile. Solo se sice nechal do pasti vlákat, ale díky brilantním manévrům, eskadře Rogue a Wraith a odvážnosti některých vlastních lodí Zsinje odrazil a ten ustoupil, když si uvědomil, že Sola nezabije. Pár dní potom přepadla eskadra Wraith Zsinjovy laboratoře na Saffaloru, zajala doktorku Gast a celé zařízení vyhodila do povětří. Zuřící Zsinj nechal všechen výzkum převést na palubu Železné pěsti, přičemž začal zkoumat i možnosti Ewoků a Gamorreanů – hlavně v kokpitu stíhačky. I přes tuto ztrátu však Zsinj slavil úspěch – dva Twileci ve skupině generála a Sola na jeho příkaz po vymazání mozků napadli Wedge Antillese a samotného Sola na můstku Mon Remondy. I přesto že byl útok zmařen, musela Nová republika zakázat „nelidem“ létání ve stíhačkách, což se bralo jako jasný projev nenávisti k cizím rasám a Nová republika se tak začala trhat zevnitř. Proto bylo kriticky důležité, aby Solo a ostatní porazili Zsinje co nejdřív.
Piloti eskadry Wraith tak přišli s plánem – uvést do chodu falešný Millennium Falcon, Solovu loď. Generál nakonec souhlasil – tento falešný Falcon začal cestovat přes planety v Zsinjově prostoru, přičemž se snažil naznačit, že Solo je na palubě, i když ve skutečnosti v lodi seděl pouze Wedge Antilles a Chewbacca. Jejich úkolem bylo vedení planet přesvědčit, aby se dobrovolně přidali k Republice. Když se planeta nepřidala, přiletěly eskadry Rogue a Wraith a zničily Zsinjovy budovy a jednotky na planetě. Brzy poté byl Zsinj chudší o 20%, co se financí týče. Generálu Airenu Crackenovi z republikové rozvědky se také povedlo předvídat útoky „nelidí“ a tento projekt také skončil. V tu chvíli přišel poslední hřebíček do rakve Zsinje – imperiální admirál Rogriss nabídl spolupráci Nové republice při honu na Zsinje a dvě nesmiřitelné strany se tak spojily v boji proti společnému nepříteli. Zsinj získal jedinou výhodu – Gara Petothel se k němu opět přidala, poté co byla odhalena eskadrou Wraith – aniž by to však tušil, její loajálnost pořád patřila Nové republice a ona začala tajně sabotovat jeho superdestruktor. Poradila mu však, které planety bude Solo napadat a tak Zsinj vyslal malou flotilu k planetě Comkin V, kde se podle Petothel měl Solo poprvé objevit. Sám vyčkával v nedaleké soustavě, aby při příletu Hana Sola na scénu mohl okamžitě skočit hyperprostorem do boje.
Falešný Millennium Falcon se skutečně v soustavě objevil, samozřejmě bez Sola na palubě, což Zsinj nemohl tušit. Zatímco Zsinj vyčkával na přílet Mon Remondy, Solo v jiné soustavě čekal na přílet Železné pěsti – ani jeden z nich se ovšem nedočkal. Wedge Antilles nakonec odhodil od falešného Falcona nástavbu, která byla nabytá výbušninami a zničila zastaralý těžký křižník, který proti němu Zsinj vyslal. Antilles otočil loď a unikl do hyperprostoru s jednou věcí navíc – Gara Petothel pilotující stíhačku TIE přesměrovala laserové paprsky a pomocí nich poslala Antillesovi zprávu, že navrhla Zsinjovi jako příští cíl soustavu Vahaba. Bylo tedy zcela jasné, že Zsinj do soustavy přiletí, což měl i diktátor v plánu. Chtěl zničit Sola, uniknout do hyperprostoru s co nejvíce silami a vrátit se na základnu Rancor, ležící nad Dathomirem. Ovšem nic se nevyvíjelo tak, jak Zsinj očekával.
Generál Solo kontaktoval svého spojence z Impéria, admirála Rogrisse. Požádal ho o zapůjčení interdikčního křižníku, lodi schopné zabránit nepřátelským plavidlům ve skocích do hyperprostoru. Po troše vyjednávání Rogriss souhlasil, tudíž se interdiktor, zvaný Stellar Web v doprovodu dvou novorepublikových destruktorů vydal do boje. Zsinj skočil do sektoru Vahaba, načež zjistil, že vše je jen promyšlená léčka. Pokusil se uniknout, když v tom interdikční křižník zapnul gravitační pole a Zsinj zůstal uvězněn v soustavě s celou svojí flotilou. Nechal proti interdiktoru vyslat svoje dva menší destruktory třídy Victory, kterým se podařilo interdiktor vychýlit z kurzu, narušit jeho pole a Zsinj tak se zbytkem sil a supedestruktorem unikl, byť oba destruktory Victory byly nenávratně zničeny. Zsinj, radující se z úniku, však brzy dostal další tvrdý úder. Petothel s pomocí svého droida vymazala z navigačního počítače systém Sellagis VI a jeho gravitační studna vytáhla celou flotilu z hyperprostoru, přičemž vhodné místo ke skoku pryč se nacházelo na opačné straně soustavy, několik desítek minut od místa, kde se Zsinj nacházel. Jeho flotila začala zoufale směřovat k místu skoku. Zklamaný Solo by možná ani nezjistil, že má Zsinj potíže, kdyby diktátor neprozřetelně nerozeslal zprávu všem svým pirátským spojencům, ať mu přijdou na pomoc. Vzhledem k tomu že základna Jestřapýrů, ze které létali Wraithov přestrojení, byla pořád v provozu, zpráva došla i tam. Následně se přeposlala přímo ke Wraithům, kteří informovali generála Sola. Nadšený Solo skočil se svou flotilou do systému Sellagis VI a finální bitva o Zsinjův osud začala.

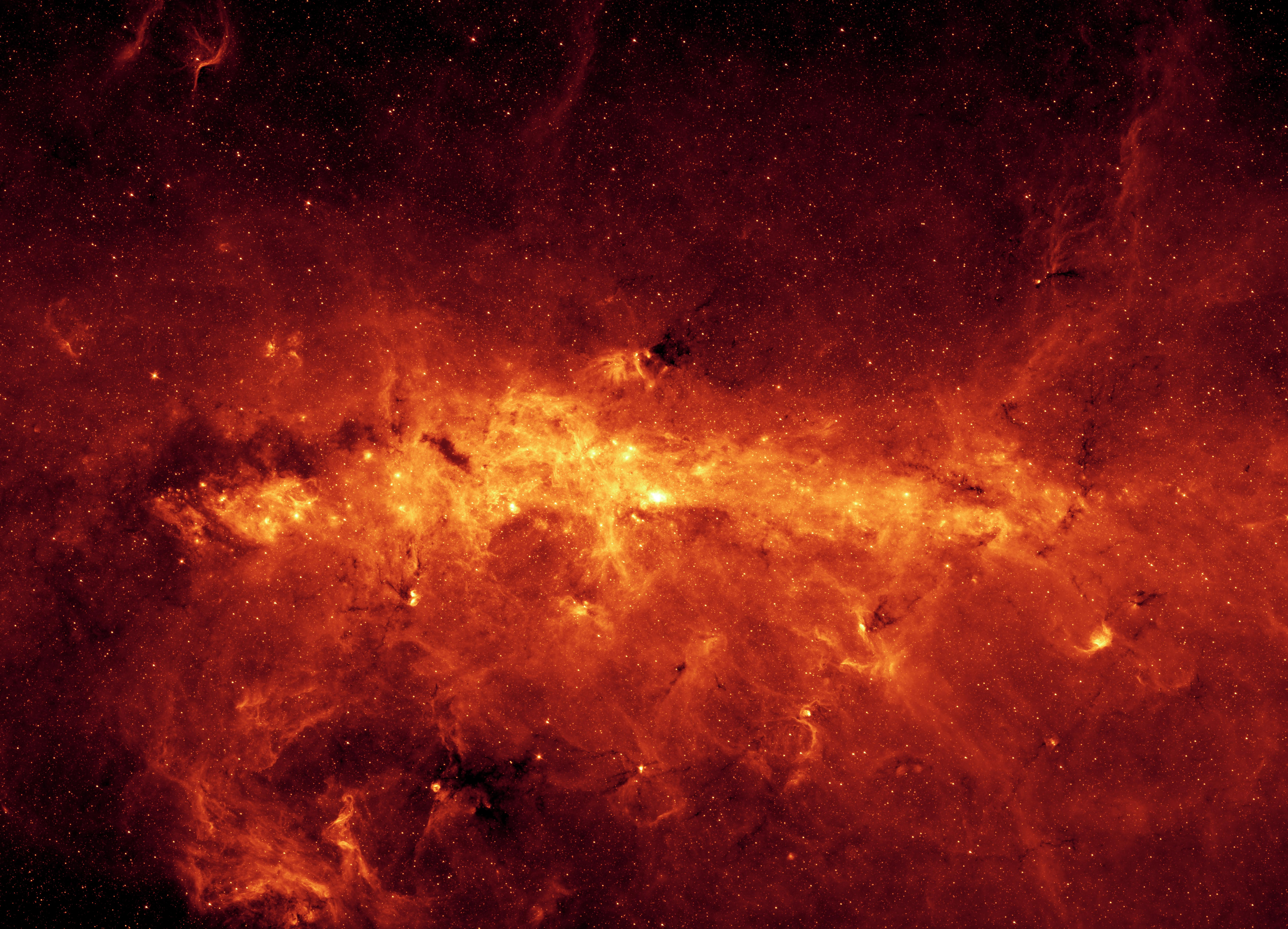
Žhavý systém Sellagis VI se stal místem finální bitvy při honu na Zsinje

Petothel byla odhalena a donucena uniknout ze Železné pěsti ve vlastním X-Wingu, ještě předtím však zachránila oběti nechutných Zsinjových experimentů – několik příslušníků z druhu Ewoků, Gamorreanů a Talzů. Zsinj samotný počkal, až generál Solo vypustí svoje eskadry stíhaček, které se vydaly za unikajícím superdestruktorem. Pak sám vyslal stíhačky a bombardéry ze všech svých lodí na Solovy lodě bez stíhací ochrany, zbytek svých velkých lodí vsunul flotile Sola do cesty a se Železnou pěstí začal unikat pásem asteroidů k místu hyperprostorového skoku. Následně vyslal 181. stíhací eskadru, vedenou baronem Felem, protože věděl, že pro Wedge Antillese bude souboj s ním záležitost cti a tím zdrží jak eskadru Rogue, tak Wraith. Eskadra Rogue na návnadu skutečně skočila a dostala se do souboje se 181., ale Wraithové pokračovali za superdestruktorem. V tu chvíli Zsinj použil svoji vlastní taktiku – začal rozstřeloval asteroidy. Pilot eskadry Myn Donos to však pochopil, ostatní varoval a Wraithové se raději zapojili po bok eskadry Rogue do boje se 181. Obě eskadry 181. první nakonec zlikvidovaly, ale Wedge Antilles zjistil, že celá nepřátelská jednotka byla jen přetvářka, protože skutečný Soontir Fel ji nevedl – velel jí herec Tetran Cowall, který se za Fela jen vydával. Uvědomujíc si vlastní chybu, Antilles začal s oběma eskadrami stoupat k Železné pěsti. Generál Solo mezitím devastoval jednu Zsinjovu loď za druhou, sám však utržil velké škody od Zsinjových letounů a musel spoléhat na to, že jeho stíhačky superdestruktor diktátora zastaví. Zsinj však měl v kapse jednu poslední kartu, kterou vytasil právě v onu chvíli. Na okraji soustavy byla tajně přivolaná Druhá smrt se zapnutým maskováním. Zsinj proletěl kolem ní, načež nařídil skočit Železné pěsti do hyperprostoru – přesně v tu chvíli se odpálila výbušninami přeplněná Druhá smrt. Finální výsledek byl takový, že Železná pěst unikla, zatímco Solo, zmaten výbuchem Druhé smrti se domníval, že ji zničil. Republikové síly začaly slavit – konečně se jim povedlo ukončit několik měsíců trvající hon na Zsinje. Sám diktátor přišel o všechny zbylé velké lodě, které do bitvy nasadil, také o všechny stíhače, které ponechal v soustavě bez podpory a ani je už poté nevyzvedl, ovšem přežil. Podařilo se mu zachránit svůj hlavní superdestruktor, aniž by o tom někdo z nepřátel věděl a mohl se tak stáhnout na základnu Rancor, byť utrpěl katastrofální porážku.

### Finále nad Dathomirem
Zsinj zkonsolidoval svoje síly kolem roku 9 ABY, tedy rok po osudné selaggiské bitvě, nad Dathomirem. V tu dobu vedla Nová republika jednání se zástupci hvězdokupy Hapes, která čítala 63 nezávislých systémů, neuvěřitelně vyspělých a oplývajících bohatstvím. Princ Isolder, jehož žena se měla stát nástupkyní v monarchii Hapes, si vybral za ženu Leiu, což nemohl Han Solo snést a Leiu unesl na planetu, kterou vyhrál v kartách – na Dathomir. Zde našel Zsinje i jeho hvězdný superdestruktor, což pro něj byl značný šok, přesto se mu však povedlo přistát na planetě, i když Millennium Falcon byl těžce poškozen a na planetě nebyly potřebné díly k opravě, s výjimkou imperiální věznice, kterou ovládaly čarodějky z klanu Sester noci, nadané Sílou.
Situace se později začala ještě více komplikovat, přiletěl princ Isolder, Luke Skywalker a všichni se nakonec sešli u sester Zpívají hory, dalšího klanu v oblasti. S jejich pomocí ukradli díly z věznice, ovšem Sestry noci je nakonec odhalily a zaútočily na základnu sester Zpívající hory. Bitva byl vleklá a tvrdá, ale sestry Zpívající hory za vydatné pomoci Luka Skywalkera zvítězily. Gethzerion, vůdkyně Sester noci, byla donucena uniknout zpět do věznice. V tu chvíli Zsinj, vyčkávající na orbitě planety, spustil satelitní pás, který nad Dathomirem rozprostřel naprosto tmu – v takovém podnebí by planeta do tří dnů zmrzla. Gethzerion nabídla Zsinjovi Hana Sola, jeho nemesis, pokud odvolá satelity a nechá jí volnou loď k odletu ze soustavy. Zsinj souhlasil a poslal na povrch generála Melvara, který měl po výbuchu Druhé smrti několik kovových implantátů.
Nic však nešlo tak, jak Zsinj očekával. Gethzerion Sola neměla, tudíž zabila Melvara i jeho doprovod a loď jednoduše ukradla. To nechtěl dovolit Luke Skywalker, který by si nemohl odpustit únik osoby, prosycené temnou stranou Síly. Ponořil se do Síly tak hluboce, že o ní získal zcela nové smýšlení, díky němuž dokázal pilotovat Millennium Falcon s neuvěřitelnou zručností – podařilo se mu zlikvidovat unikající Gethzerion, poté satelitní plášť generující tmu, vyzvedl Hana a ostatní z povrchu a vyletěl na orbitu. Tam už probíhala bitva mezi Zsinjovými silami a hapanskou flotilou, která přiletěla zachránit prince Isoldera. Ohromený Zsinj se snažil zorganizovat nepřipravenou obranu a shodou okolností jeho superdestruktor zachytil Millennium Falcon do tažného paprsku. Han Solo se však díky svému triku (vypálil rakety do paprsku, ty zničily jeho úložiště) dokázal z paprsku dostat, vletět pod štíty Železné pěsti a zjevit se přímo před můstkem. Zapnul si spojení k Zsinjovi – ten ho celý zrudlý námahou přijal. Han mu oznámil pouze stručné „Polib mi Wookieho!“ načež odpálil můstek a Zsinj zahynul. Tak skončil příběh jednoho z nejmocnějších imperiálních diktátorů z doby po pádu císaře Palpatina.